# Drosophila subpulchrella
Drosophila subpulchrella är en tvåvingeart som beskrevs av Takamori och Hide-aki Watabe 2006. Drosophila subpulchrella ingår i släktet Drosophila och familjen daggflugor.
Artens utbredningsområde är Japan.